# Peaty
「Peaty」（ピーティ）は、Salyuの3枚目のシングルである。2005年3月24日発売。発売元はトイズファクトリー。

## 概要
- ジャケットは森本千絵が、MVは丹下紘希が制作。

## 収録曲
1. Peaty（5:11）
2. 砂（4:38）
いずれも、作詞・作曲・編曲：小林武史
NGOの「諫早干潟緊急救済東京事務所」制作の、諫早湾干拓事業問題啓発ビデオ「ありあけ・いさはや、宝の海のメカニズム」のBGMのために作曲された[1]。

## 収録アルバム
- 『landmark』 (#1)